# Lestodiplosis novangliae
Lestodiplosis novangliae is een muggensoort uit de familie van de galmuggen (Cecidomyiidae). De wetenschappelijke naam van de soort is voor het eerst geldig gepubliceerd in 1933 door Ephraim Porter Felt.